# Leptinotarsa rubiginosa
Leptinotarsa rubiginosa är en skalbaggsart som först beskrevs av Rogers 1856.  Leptinotarsa rubiginosa ingår i släktet Leptinotarsa och familjen bladbaggar. Inga underarter finns listade i Catalogue of Life.